# Lawanggintung
Lawanggintung is een bestuurslaag in het regentschap Kota Bogor van de provincie West-Java, Indonesië. Lawanggintung telt 7676 inwoners (volkstelling 2010).